# HC Tygři Klášterec nad Ohří
HC Tygři Klášterec nad Ohří (celým názvem: Hockey Club Tygři Klášterec nad Ohří) je český klub ledního hokeje, který sídlí v Klášterci nad Ohří v Ústeckém kraji. Založen byl v roce 1957 pod názvem TJ Spartak Klášterec. Svůj současný název nese od roku 2018. Od sezóny 2017/18 působí v Ústecké krajské lize, čtvrté české nejvyšší soutěži ledního hokeje. Klubové barvy jsou modrá, žlutá a bílá.

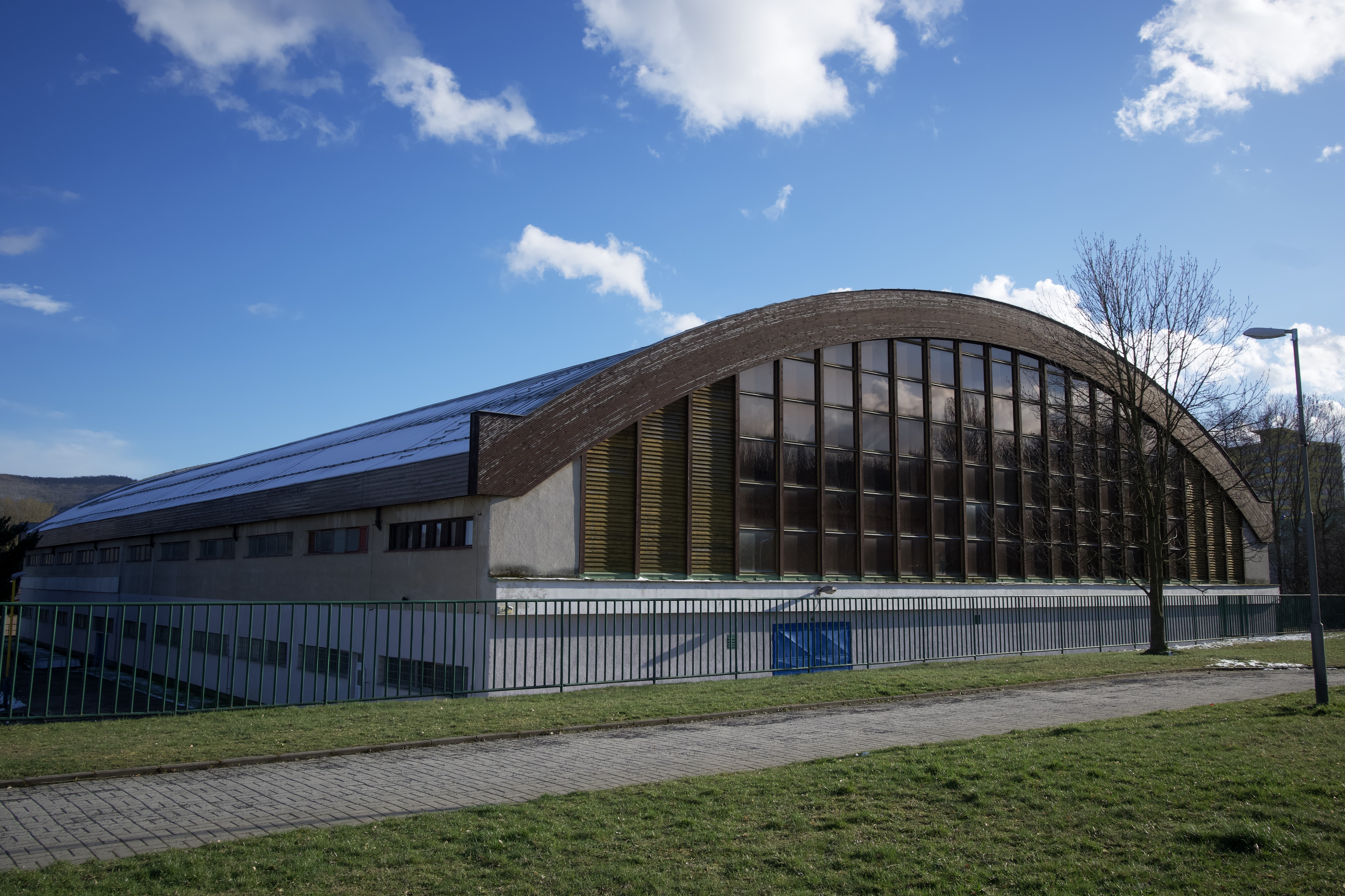
Zimní stadion Klášterec nad Ohří

Své domácí zápasy odehrává na zimním stadionu Klášterec nad Ohří s kapacitou 2 540 diváků.

## Historické názvy
Zdroj:
- 1957 – TJ Spartak Klášterec (Tělovýchovná jednota Spartak Klášterec)
- 1975 – TJ Spartak ZKL Klášterec (Tělovýchovná jednota Spartak Závody kuličkových ložisek Klášterec)
- 1976 – TJ ZKL Klášterec nad Ohří (Tělovýchovná jednota Závody kuličkových ložisek Klášterec nad Ohří)
- 1993 – HC Klášterec nad Ohří (Hockey Club Klášterec nad Ohří)
- 2018 – HC Tygři Klášterec nad Ohří (Hockey Club Tygři Klášterec nad Ohří)

## Přehled ligové účasti
Stručný přehled
Zdroj:
- 1969–1973: Divize – sk. B (3. ligová úroveň v Československu)
- 1973–1974: Divize – sk. B (4. ligová úroveň v Československu)
- 1974–1977: Divize – sk. C (4. ligová úroveň v Československu)
- 1977–1978: Severočeský krajský přebor (4. ligová úroveň v Československu)
- 1978–1979: 2. ČNHL – sk. A (3. ligová úroveň v Československu)
- 1997–1998: Severočeský krajský přebor (4. ligová úroveň v České republice)
- 1998–2017: 2. liga – sk. Západ (3. ligová úroveň v České republice)
- 2017– : Ústecká krajská liga (4. ligová úroveň v České republice)

Jednotlivé ročníky
Zdroj:
Legenda: ZČ - základní část, červené podbarvení - sestup, zelené podbarvení - postup, fialové podbarvení - reorganizace, změna skupiny či soutěže
| Československo (1969 – 1993) |                            |           |           |                                                                   |                            |
| Sezóny                       | Soutěž                     | Úroveň    | ZČ        | Play-off, nadstavba, sk. o udržení...                             | Poznámky                   |
| 1969/70                      | Divize – sk. B             | 3. úroveň | 3. místo  |                                                                   |                            |
| 1970/71                      | Divize – sk. B             | 3. úroveň | 4. místo  |                                                                   |                            |
| 1971/72                      | Divize – sk. B             | 3. úroveň | 6. místo  |                                                                   |                            |
| 1972/73                      | Divize – sk. B             | 3. úroveň | 6. místo  |                                                                   | Reorganizace               |
| 1973/74                      | Divize – sk. B             | 4. úroveň | 6. místo  |                                                                   | Změna skupiny              |
| 1974/75                      | Divize – sk. C             | 4. úroveň | 6. místo  |                                                                   |                            |
| 1975/76                      | Divize – sk. C             | 4. úroveň | 8. místo  |                                                                   |                            |
| 1976/77                      | Divize – sk. C             | 4. úroveň | 4. místo  |                                                                   | Reorganizace               |
| 1977/78                      | Severočeský krajský přebor | 4. úroveň | 1. místo  |                                                                   | Postup                     |
| 1978/79                      | 2. ČNHL – sk. A            | 3. úroveň | 10. místo |                                                                   | Reorganizace               |
| ...                          |                            |           |           |                                                                   |                            |
| Česko (1993 – )              |                            |           |           |                                                                   |                            |
| Sezóny                       | Soutěž                     | Úroveň    | ZČ        | Play-off, nadstavba, sk. o udržení...                             | Poznámky                   |
| ...                          |                            |           |           |                                                                   |                            |
| 1997/98                      | Severočeský krajský přebor | 4. úroveň | 1. místo  |                                                                   | Baráž                      |
| 1998/99                      | 2. liga – sk. Západ        | 3. úroveň | 7. místo  | Ne                                                                |                            |
| 1999/00                      | 2. liga – sk. Západ        | 3. úroveň | 1. místo  | Semifinále (prohra 1:2 na zápasy s HK Kralupy nad Vltavou)        |                            |
| 2000/01                      | 2. liga – sk. Západ        | 3. úroveň | 7. místo  | Čtvrtfinále (prohra 0:2 na zápasy s HC Rebel Havlíčkův Brod)      |                            |
| 2001/02                      | 2. liga – sk. Západ        | 3. úroveň | 1. místo  | Semifinále (prohra 1:2 ná zápasy s SK HC Baník Most)              |                            |
| 2002/03                      | 2. liga – sk. Západ        | 3. úroveň | 1. místo  | Semifinále (prohra 0:2 na zápasy s HC SOH Benátky nad Jizerou)    |                            |
| 2003/04                      | 2. liga – sk. Západ        | 3. úroveň | 3. místo  | Osmifinále (prohra 0:2 na zápasy s HC ZVVZ Milevsko)              |                            |
| 2004/05                      | 2. liga – sk. Západ        | 3. úroveň | 5. místo  | Čtvrtfinále (prohra 0:3 na zápasy s HC Jablonec nad Nisou)        |                            |
| 2005/06                      | 2. liga – sk. Západ        | 3. úroveň | 5. místo  | Osmifinále (prohra 0:3 na zápasy s HC Benátky nad Jizerou)        |                            |
| 2006/07                      | 2. liga – sk. Západ        | 3. úroveň | 3. místo  | Čtvrtfinále (prohra 0:3 na zápasy s HC Benátky nad Jizerou)       |                            |
| 2007/08                      | 2. liga – sk. Západ        | 3. úroveň | 2. místo  | Osmifinále (prohra 2:3 na zápasy s NED Hockey Nymburk)            |                            |
| 2008/09                      | 2. liga – sk. Západ        | 3. úroveň | 6. místo  | Čtvrtfinále (prohra 1:3 na zápasy s KLH Vajgar Jindřichův Hradec) |                            |
| 2009/10                      | 2. liga – sk. Západ        | 3. úroveň | 2. místo  | Semifinále (prohra 0:3 na zápasy s HC Stadion Litoměřice)         |                            |
| 2010/11                      | 2. liga – sk. Západ        | 3. úroveň | 1. místo  | Finále (prohra 1:3 na zápasy s HC Most)                           |                            |
| 2011/12                      | 2. liga – sk. Západ        | 3. úroveň | 1. místo  | Finále (výhra 3:2 na zápasy s HC Děčín)                           | Baráž                      |
| 2012/13                      | 2. liga – sk. Západ        | 3. úroveň | 5. místo  | Semifinále (prohra 0:3 na zápasy s HC Řisuty)                     |                            |
| 2013/14                      | 2. liga – sk. Západ        | 3. úroveň | 12. místo | Čtvrtfinále (prohra 0:3 na zápasy s HC Baník Sokolov)             |                            |
| 2014/15                      | 2. liga – sk. Západ        | 3. úroveň | 16. místo | Osmifinále (prohra 0:3 na zápasy s HC Baník Sokolov)              |                            |
| 2015/16                      | 2. liga – sk. Západ        | 3. úroveň | 14. místo | Ne                                                                |                            |
| 2016/17                      | 2. liga – sk. Západ        | 3. úroveň | 7. místo  | Osmifinále (prohra 1:4 na zápasy s HC Tábor)                      | Prodej licence do Sokolova |
| 2017/18                      | Ústecká krajská liga       | 4. úroveň | 4. místo  | Semifinále                                                        |                            |
| 2018/19                      | Ústecká krajská liga       | 4. úroveň | 2. místo  | Finále                                                            |                            |
| 2019/20                      | Ústecká krajská liga       | 4. úroveň | 2. místo  | Vítěz                                                             | odmítnutí postupu          |
| 2020/21                      | Ústecká krajská liga       | 4. úroveň | –. místo  | Ne                                                                | Zrušeno                    |
| 2021/22                      | Ústecká krajská liga       | 4. úroveň | 3. místo  | Semifinále                                                        |                            |
| 2022/23                      | Ústecká krajská liga       | 4. úroveň | 4. místo  | Semifinále                                                        |                            |
| 2023/24                      | Ústecká krajská liga       | 4. úroveň | 4. místo  | Semifinále                                                        |                            |
| 2024/25                      | Ústecká krajská liga       | 4. úroveň | 1. místo  | Vítěz                                                             | Kvalifikace                |